# Олексієнко Михайло Володимирович
Михайло Володимирович Олексієнко (нар. 30 вересня 1986, Львів) — український шахіст, міжнародний гросмейстер (2005), чемпіон України із шахів 2016 року.
Тренер — Володимир Грабінський.
Його рейтинг станом на січень 2025 року — 2569 (256-те місце у світі, 14-те в Україні).
У 2003 році закінчив Львівський фізико-математичний ліцей.
У 2008 році закінчив Львівський національний університет імені Івана Франка (механіко-математичний факультет), у 2011 — аспірантуру ІППММ України, у 2012 захистив дисертацію та отримав звання кандидата фізико-математичних наук.
У 2002 році отримав звання міжнародного майстра і у 2005 — гросмейстера. Найвищий ELO — 2643 очки у січні 2015 року.

## Кар'єра
2002
- 2 місце на Чемпіонаті України до 16 років
- 5 місце на Чемпіонаті Європи до 16 років

2004
- 3 місце на Чемпіонаті України до 20 років
- 2 місце (11½ з 15) на Меморіалі Василишина (перша гросмейстерська норма)
- чвертьфіналіст Чемпіонату України серед чоловіків, переміг Павла Ельянова та Сергія Федорчука

2005
- 5 місце (7 з 9) на міжнародному турнірі Cappelle la Grande, Франція (друга гросмейстерська норма)
- 1 місце (7½ з 9) на міжнародному турнірі Summer Open Olomouc (Чехія)
- 4-15 місце (6½ з 9) на міжнародному турнірі InAUTOmarket Open, Мінськ, Білорусь (остання норма гросмейстра)

2006
- 1 місце (7½ з 9) на міжнародному турнірі Breizh Masters (Франція)
- 2 місце (7 з 9) на міжнародному турнірі Pardubice Open (Чехія)
- 1 місце (8 з 9) на міжнародному турнірі Інсталпласт (Україна)

2007
- 1 місце (7 з 9) на міжнародному турнірі Breizh Masters (Франція)
- 6 місце (7 з 9) на міжнародному турнірі Pardubice Open (Чехія)
- 1-2 місце (11 з 15) на міжнародному турнірі Меморіал Василишина (Україна)

2009
- 1-3 місце (6½ з 9) на міжнародному турнірі до 80-ліття Віктора Карта (Україна)
- 2-3 місце (8 з 12) на міжнародному турнірі First Saturday (Угорщина)

2010
- 1-3 місце (7 з 9) на міжнародному турнірі IV Torneo Internacional A.D.San Juan (Pamplona, Іспанія)

2014
- 1-3 місце (7 з 9) на міжнародному турнірі Меморіал Д.Бронштейна (Мінськ, Білорусь)[3][4]
- переможець Чемпіонату України зі швидких шахів (Львів, Україна)[5]
- 26 місце (5½ з 9) на міжнародному турнірі «Qatar Masters Open 2014».[6][7]
- 9 місце (6½ з 9) на міжнародному турнірі, що проходив в Аль-Айн (ОАЕ)[8]

2015
- 1 місце (7 з 9) на міжнародному турнірі «Меморіал Карена Асряна» (Джермук, Вірменія)[9]
- 7 місце на опен-турнірі «Al-Ain Classic», що проходив в Ель-Айні (ОАЕ), його результат 6½ з 9 очок (+5-1=3)[10].

2016
- 1 місце (7½ з 9) у півфіналі чемпіонату України (Кременчук)[11][12].
- 1 місце (8 з 11) у фіналі чемпіонату України.

2024
- 2 місце (7½ з 9) у фіналі чемпіонату України.

## Результати виступів у чемпіонатах України
Михайло Олексієнко зіграв у шести фінальних турнірах чемпіонатів України, набравши при цьому 33 очки з 55 можливих (+22-11=22).
| Рік  | Місто   | Турнір                 | + | − | = | Результат | Місце  |
| ---- | ------- | ---------------------- | - | - | - | --------- | ------ |
| 2004 | Харків  | 73-й чемпіонат України | 1 | 2 | 3 | 2½ з 6    | 1/4    |
| 2007 | Харків  | 76-й чемпіонат України | 4 | 3 | 2 | 5 з 9     | 12     |
| 2008 | Полтава | 77-й чемпіонат України | 2 | 3 | 4 | 4 з 9     | 19     |
| 2016 | Рівне   | 85-й чемпіонат України | 6 | 1 | 4 | 8 з 11    | Gold   |
| 2017 | Житомир | 86-й чемпіонат України | 3 | 2 | 6 | 6 з 11    | 5      |
| 2024 | Львів   | 92-й чемпіонат України | 6 | 0 | 3 | 7½ з 9    | Silver |